# Krásno (chráněný areál)

Poloha CHA v rámci pohoří Velká Fatra

Krásno je chráněný areál v oblasti Velká Fatra na Slovensku.
Nachází se v katastrálním území obce Dolný Harmanec v okrese Banská Bystrica v Banskobystrickém kraji. Území bylo vyhlášeno Všeobecně závaznou vyhláškou KÚ v Banské Bystrici č. 6/1996 z 20. prosince 1996 na rozloze 127,9100 ha. Ochranné pásmo nebylo stanoveno.

## Předmět ochrany
Zabezpečení ochrany významného tokániště a hnízdiště tetřeva hlušce (Tetrao urogallus) ve Velké Fatře